# ウクライナ軍
ウクライナ軍（ウクライナぐん、ウクライナ語: Збройні сили України [ЗСУ]; Zbroini syly Ukrainy [ZSU]）は、ウクライナの軍隊。

## 概要
ソ連軍のキエフ軍管区、オデッサ軍管区、沿カルパチア軍管区、黒海艦隊等の部隊を継承した。正規軍の総兵力は推定20万9000人（2022年1月時点報道）で、ウクライナ紛争とそれに続く2022年2月からのロシアによるウクライナ侵攻で実戦経験を持つ。ロシアによる侵攻を受けてウクライナは総動員令を発して男性を徴兵しており、英国際戦略研究所『ミリタリー・バランス』などによると予備役を含めた総兵力は100万人を超え、うち約35万人が現役で軍務に就いているが、苦戦や兵器・補給の不足により脱走も相次いでいる。
最高司令官はウクライナ大統領であり、軍組織のトップはウクライナ軍総司令官（2020年にウクライナ軍参謀総長から総司令官としての職務を分離して新設）が務める。
12月6日が「ウクライナ軍記念日」に定められている。
慢性的に装備品調達をめぐる汚職が行われているとされ、ロシアによるウクライナ侵攻の最中においても、欧州委員会などからの指摘を受けて特別監査が行われる。
ロシアの侵略以降、ドローン生産及び活用の技術を大幅に上げており、実戦経験の面からも同軍のドローン部隊は世界最強と評価されている。

## 組織

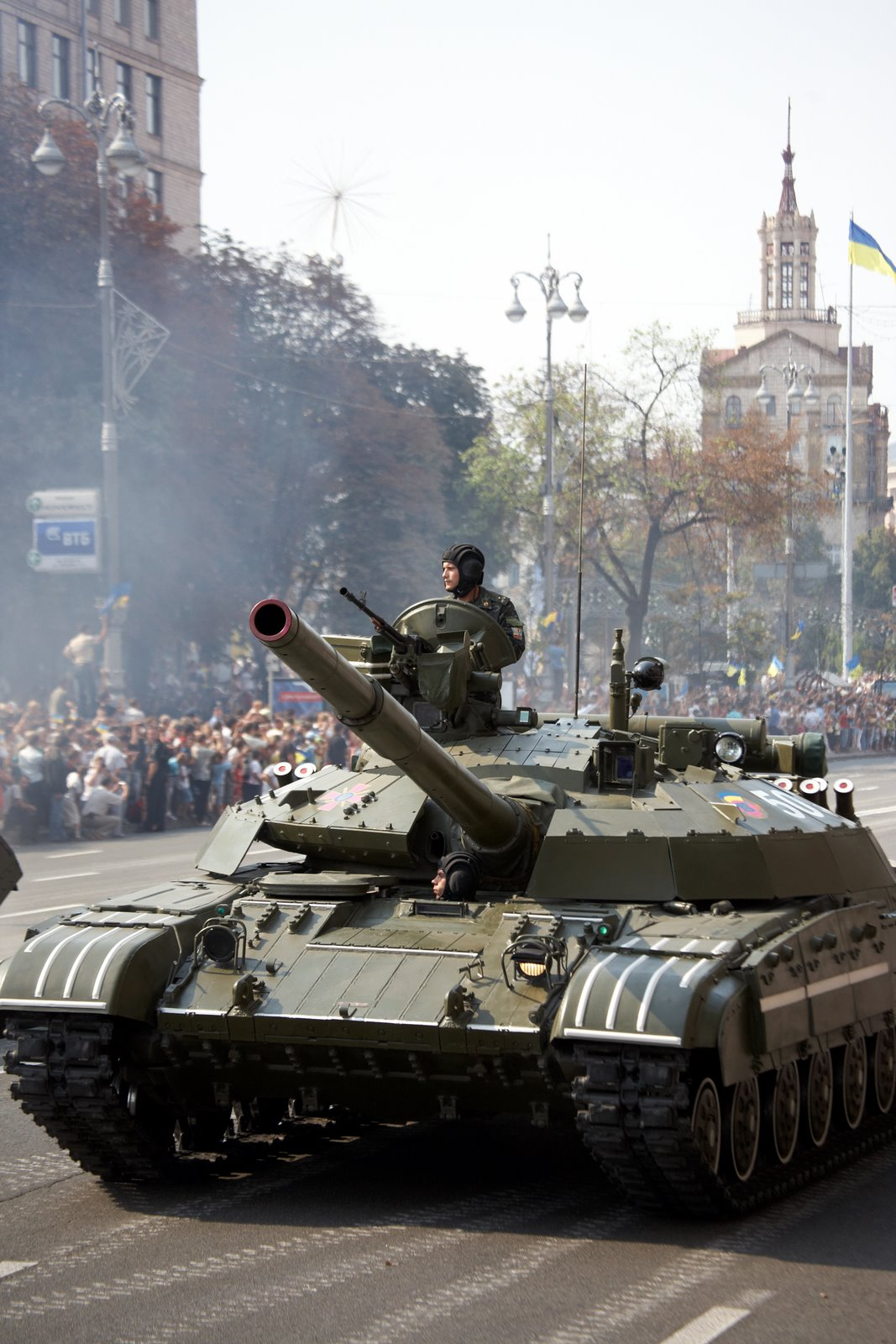
ウクライナ陸軍のT-64BMブラート戦車

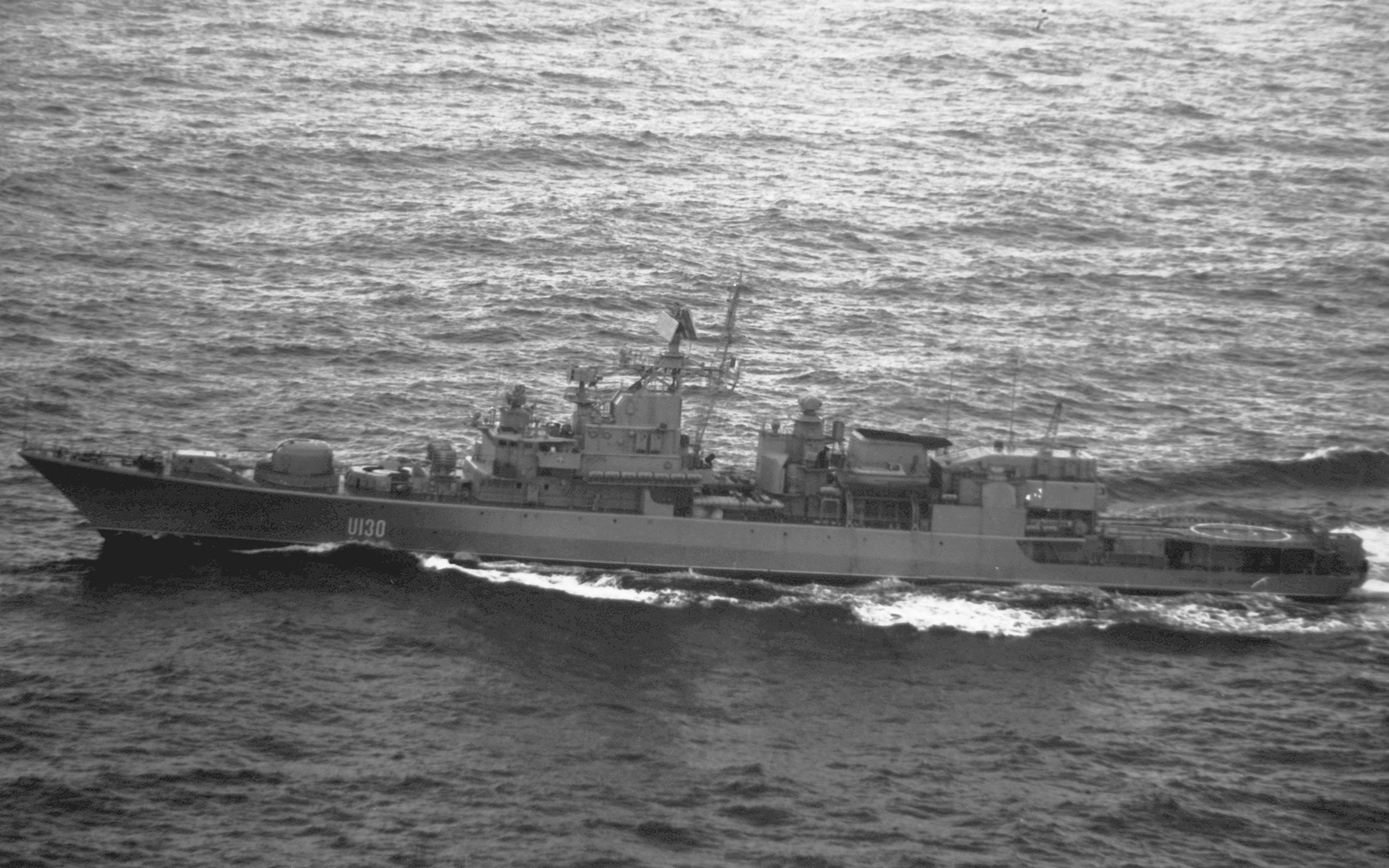
ウクライナ海軍を象徴するフリゲート「ヘーチマン・サハイダーチヌイ」

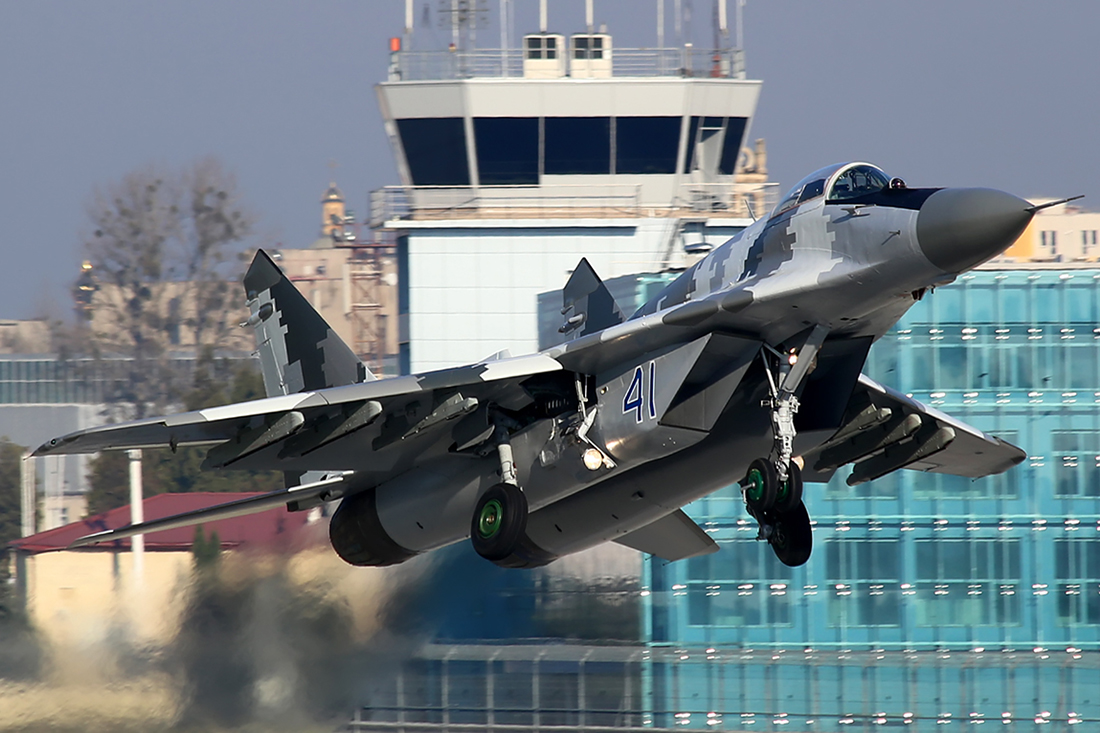
ウクライナ空軍のMiG-29戦闘機

### 軍種
ウクライナ軍は、陸軍、海軍、空軍、空中機動軍、特殊作戦軍、海兵隊、無人システムの7軍種から成る。
- ウクライナ陸軍 （Сухопутні війська）
- ウクライナ海軍 （Військово-Морські Сили）
- ウクライナ空軍 （Повітряні Сили）
- ウクライナ空中機動軍 （Десантно-штурмові війська） - 1992年編成。
- ウクライナ特殊作戦軍 （Сили спеціальних операцій） - 2016年編成。
- ウクライナ海兵隊 （Корпус морської піхоти） - 2023年海軍から独立[16]。
- ウクライナ無人システム部隊 （Сили безпілотних систем Збройних сил України） - 2024年編成。

独立当初にはウクライナ防空軍が存在したが、2004年に空軍に編入され消滅した。

### 統制機構
- ウクライナ国防省
  - ウクライナ軍参謀本部
  - ウクライナ国防省情報総局

### 主要基地所在地
- キーウ（ウクライナ首都、陸軍および特殊作戦軍）
- ハルキウ（陸軍および空軍）
- ヴィーンヌィツャ（空軍）
- オデーサ（クリミア半島失陥後のウクライナ黒海艦隊根拠地、海軍）
- ジトーミル（空中機動軍）
- ムィコラーイウ（海兵隊）

### 2022年ロシアのウクライナ侵攻
2022年ロシアのウクライナ侵攻に対しては、後述の準軍事組織が正規軍と連携して抗戦しているほか、ロシアへのサイバー攻撃を担うIT部隊、外国人の義勇兵からなるウクライナ領土防衛部隊外国人軍団を編成した。また被占領地ではパルチザン活動が行なわれている。
このほか、ウクライナ側で参戦しているロシア人もいる（「自由ロシア軍団」「ロシア義勇軍団」参照）。
軍事力で圧倒するロシアに対し、ドローンを使った攻撃で成果を上げており、ロシア軍に与えた損害の8割がドローンによるものとされている。2025年6月には、117機のAI搭載ドローンでロシア国内の4カ所の軍用飛行場を同時に攻撃した。ロシアが保有する戦略爆撃機の3分の1が失われ、損害額は約1兆円との推計がある。一方、攻撃に要したドローンの製造費用は2億円程度とされる。

## 階級
ウクライナ軍の階級には、陸軍式と海軍式の2種類が存在する。海軍式階級は海上部隊勤務者のみが使用し、陸軍式階級はその他全ての軍種が使用する。なお2020年にNATOランクでOF-10（元帥級）に該当するウクライナ上級大将（Генерал армії України）が廃止され、OF-9（大将級）に該当する菱形4つ星の階級章を持つ大将（Генерал-полковник、しばしば准将と訳される）は直列4つ星の階級章を持つ大将（Генерал）に改められた。ただしオレクサンドル・シルスキーのように上級大将が廃止される前に昇任していた者については継続して上級大将の階級章を着用する。

### 陸軍式階級
陸軍式階級 (Армійські звання) の一覧。
- 士官：Офіцерський склад
  - 将官：Вищий офіцерський склад
    - 大将：Генерал
    - 中将：Генерал-лейтенант
    - 少将：Генерал-майор
    - 准将：Бригадний-генерал

  - 佐官：Старший офіцерський склад
    - 大佐：полковник
    - 中佐：підполковник
    - 少佐：майор

  - 尉官：Молодший офіцерський склад
    - 大尉：капітан
    - 上級中尉：старший лейтенант
    - 中尉：лейтенант
    - 少尉：молодший лейтенант
- 下士官：Сержантський і старшинський склад
  - 上級准尉：старший прапорщик
  - 准尉：прапорщик
  - 曹長：старшина
  - 軍曹：старший сержант
  - 伍長：сержант
  - 伍長代行：молодший сержант
- 兵：Рядовий склад
  - 上等兵：старший солдат
  - 兵隊：солдат

### 海軍式階級
海軍式階級 (Корабельні звання) の一覧。
- 士官：Офіцерський склад
  - 将官：Вищий офіцерський склад
    - 大将：адмірал
    - 中将：віце-адмірал 
    - 少将：контр-адмірал
    - 代将：комондор

  - 佐官：Старший офіцерський склад
    - 大佐：капітан 1 рангу
    - 中佐：капітан 2 рангу
    - 少佐：капітан 3 рангу

  - 尉官：Молодший офіцерський склад
    - 大尉：капітан-лейтенант
    - 上級中尉：старший лейтенант
    - 中尉：лейтенант
    - 少尉：молодший лейтенант
- 下士官：Сержантський і старшинський склад
  - 上級准尉：старший мічман
  - 准尉：мічман
  - 船長兵曹長：головний корабельний старшина
  - 兵曹長：головний старшина
  - 一級兵曹：старшина 1 статті
  - 二級兵曹：старшина 2 статті
- 兵：Рядовий склад
  - 上等海兵：старший матрос
  - 海兵：матрос

## 準軍事組織
ウクライナには、ウクライナ軍以外にも、各省庁が管轄する準軍事組織が存在する。
- ウクライナ内務省
  - 特殊任務巡回警察
  -  ウクライナ国家親衛隊
  -  ウクライナ国家国境庁（国境警備隊）
    -  ウクライナ海上警備隊（ウクライナ語版、英語版）（沿岸警備隊）

  - ウクライナ国家非常事態庁（民間防衛）
- ウクライナ社会基盤省（ウクライナ語版、英語版）
  - ウクライナ国家特別輸送局（旧：ウクライナ鉄道軍（ウクライナ語版））
- ウクライナ保安庁（SBU）
  -  アルファ部隊